# Izocitrat dehidrogenază

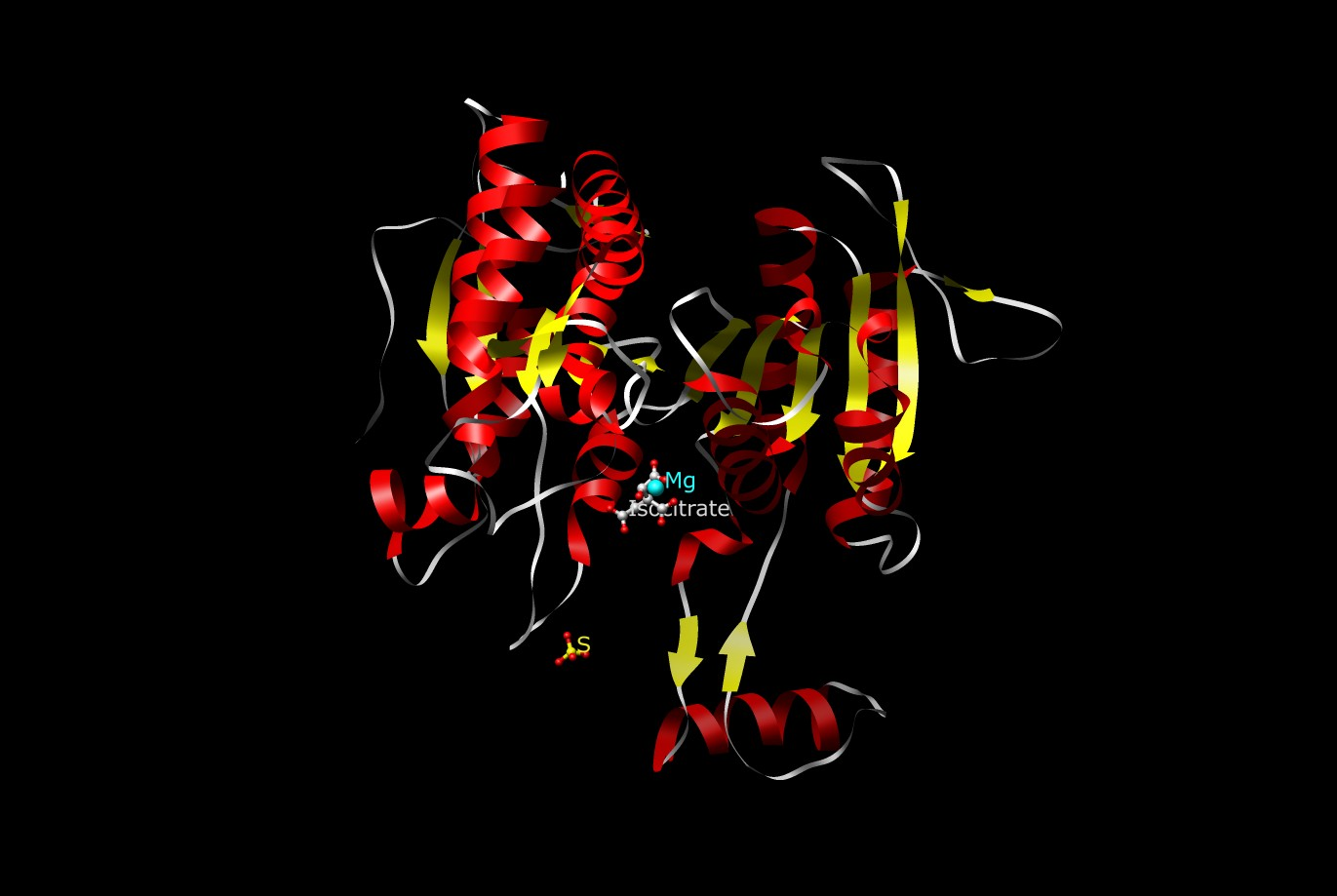
Structura IDH din E. coli

Izocitrat dehidrogenaza (IDH) (EC 1.1.1.42 și EC 1.1.1.41) este o enzimă din clasa dehidrogenazelor (oxidoreductaze) care catalizează reacția de decarboxilare oxidativă a izocitratului, producând alfa-cetoglutarat (α-cetoglutarat) și dioxid de carbon (CO2). Procesul este format din două etape și cuprinde oxidarea izocitratului (la nivelul grupei alcool secundar) la oxalosuccinat (o cetonă), care este urmată de decarboxilarea la nivelul grupei carboxil din poziția beta față de cetonă, formând α-cetoglutarat. Este implicată în ciclul Krebs.
Reacția chimică poate fi reprezentată global:
 + NAD(P)+ {\displaystyle \longrightarrow }  + CO2 + NAD(P)H + H+